# Chung Thị Thanh Lan
Chung Thị Thanh Lan (* 17. Januar 1962) ist eine ehemalige vietnamesische Schwimmerin.

## Karriere
Chung Thị Thanh Lan nahm 1980 an den Olympischen Spielen teil. Im Wettbewerb über 100 m Freistil erreichte sie Platz 29. Mit der Teilnahme war sie die erste Frau die Vietnam bei Olympischen Spielen vertrat.